# John G. Cooper

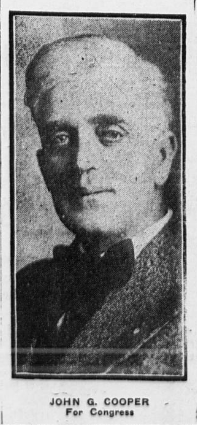
John G. Cooper (1918)

John Gordon Cooper (* 27. April 1872 in Wigan, England; † 7. Januar 1955 in Hagerstown, Maryland) war ein US-amerikanischer Politiker der Republikanischen Partei. Vom 4. März 1915 bis zum 3. März 1937 war er Mitglied des Repräsentantenhauses der Vereinigten Staaten für den 19. Kongressdistrikt des Bundesstaates Ohio.

## Leben
Nach seiner Geburt in Wigan in England 1872 emigrierte er 1880 mit seinen Eltern in die USA. Sie ließen sich in Youngstown nieder. Dort besuchte er dann die örtlichen öffentlichen Schulen. 1885, nach dem Ende seiner Schulausbildung, verdingte er sich als Arbeiter in einer Stahlmine. 1896 wechselte er in den Dienst der Pennsylvania Railroad Company. Er war dort bis 1915 als Heizer auf Dampflokomotiven und als Ingenieur tätig.
Bereits 1906 wurde Cooper kommunalpolitisch aktiv. Er engagierte sich im County Committee. Von 1910 bis 1912 saß er im Repräsentantenhaus von Ohio. Ab 1915 vertrat er für 10 Legislaturperioden den 19. Wahlbezirk von Ohio im US-Repräsentantenhaus. 1937 schied er nach erfolgloser Wiederwahl aus. Er zog sich daraufhin ins Privatleben zurück. Von 1937 bis 1945 trat er nochmal politisch in Erscheinung, diesmal als Vorsitzender der Industriekommission von Ohio.
1947 zog er sich dann gänzlich aus der Politik zurück. Cooper starb 1955 in Hagerstown. Er wurde auf dem Lake Park Cemetery in Youngstown beigesetzt.